# Neuheim (Jüterbog)
Der Ort Neuheim ist ein Ortsteil der brandenburgischen Kleinstadt Jüterbog im Landkreis Teltow-Fläming in Deutschland. Bis zum Jahre 1951 hieß der Ort Dorf Zinna.

## Lage
Der Ort liegt etwa vier Kilometer nordwestlich von Jüterbog und etwa vier Kilometer westlich von Kloster Zinna. Die Dorfstraße ist Richtung Nordost-Südwest ausgerichtet. An beiden Seiten der Straße befinden sich Rasenstreifen. In der Mitte steht die Dorfkirche, daneben befindet sich das Pfarrgehöft.

## Geschichte und Etymologie

### 12. bis 14. Jahrhundert
Das Dorf Zinna wurde das erste Mal im Jahre 1170 als cum villa Czinnow erwähnt. Eng mit dem Dorf Zinna verbunden sind die zwei Wüstungen, Slautitz (Slawtitz) im Südwesten gelegen, 1384 das erste Mal erwähnt, seit 1480 wüst und das nordwestlich gelegene Studenitz, das erste Mal 1225 erwähnt, welches wüst 1410 an das Kloster Zinna fiel. Eine weitere indirekte Erwähnung existiert durch einen Jacobus de Zena, der 1218 in Jüterbog erschien; ebenso ein Stephanus de Zene im Jahr 1227. Es gehörte in dieser Zeit von 1170/1171 bis zur Reformation dem Kloster mit allem Recht und Kirchenpatronat. Allerdings besaß bis vor 1383 die Familie von Rehfeld Einkünfte aus Hebungen, die ihnen im Jahr 1383 jeweils 17 Scheffel Hafer und 15 Scheffel Roggen einbrachten. Dieser Anteil lag von 1383 bis 1439 bei der Familie Duben und wurde 1439 dem Bürger Heinrichsdorf aus Jüterbog zur Anwartschaft eingeräumt. Er fiel danach an den Landesherren bzw. das Amt. Der Bürger Zeugen aus Jüterbog erhielt vor 1383 Hebungen in Höhe von je 17 Scheffel Roggen und Hafer, bevor auch dieser Anteil 1383 an den Landesherren bzw. das Amt fiel. Einen vierten Anteil besaß vor 1383 der Bürger Zeugen aus Jüterbog, der Hebungen von einem Zweidorfhunfer und einem Eindorfhufner (dem Krüger) erhielt. Beide gaben drei Wispel Getreide, Pacht und den Zehnten (1480), bevor dieser Anteil mit dem ersten Anteil vereint wurde. In dieser Zeit gab es im Dorf im Jahr 1388 einen Schultheiß;

### 15. Jahrhundert
Im Jahr 1410 erschien die Schreibweise ville Zcynnow. Kurz darauf wurde das Dorf zwei Mal von brandenburgischen Adeligen überfallen und beraubt. Im Jahr 1413 waren 13 Einwohner betroffen, darunter der Richter, der Krüger und der Pfarrer. Die Diebe stahlen 17 Pferde, 80 Schweine und 16 Kälber. Der Schaden wurde auf 141 1⁄2 Schock böhmische Groschen (gr) beziffert. Nur vier Jahre später wurden 23 Einwohner überfallen, darunter erneut der Richter, der Krüger und der Hirte. Dieses Mal wurden 33 Pferde, 107 Rinder und Kühe sowie 663 Schafe gestohlen; der Schaden belief sich auf 117 1⁄2 Schock böhmische Groschen. Im Jahr 1840 gab es in Czinna den Schulzen, der zwei Lehnhufe auf Grund seiner Stellung bewirtschaftete. Eine weitere Hufe stand ihm zur freien Verfügung; ebenso bewirtschaftete er je zwei wüste Hufen in Slautitz und Studenitz. Es gab außerdem zwölf Dreidorfhufner, die ebenfalls wüste Hufen in den beiden Nachbardörfern bewirtschafteten. Der Eindorfhufner war gleichzeitig auch der Krüger. Im Dorf lebten außerdem neun Kossäten. Die Bewohner bewirtschafteten in Summe 30 Hufen; hinzu kamen drei Pfarrhufen sowie 44 wüste Hufen in Slautitz und 40 Hufen in Studenitz, von denen 20 gemeinsam mit den Einwohnern aus Mehlsdorf bewirtschaftet wurden. Die Bewohner konnten außerdem in einem eigenen Waldstück, dem Lattebrug, Holz schlagen.

### 16. Jahrhundert
Die Einwohner zahlten im Jahr 1534 Abgaben in Höhe von 40 Rheinischen Gulden (fl) 5 Groschen (gr) 1 Pfennig (d) zum 50. Pfennig an das Kloster. Nach der Reformation übernahm im Jahr 1553 das Amt Zinna das Dorf. Eine Erhebung im Jahr 1562 ergab 21 Hauswirte. Der Pfarrer besaß zwei Hufen und erhielt die 30. Mandel als Zehnt sowie 1⁄3 des Fleischzehnten. Er besaß außerdem drei Gräben Gartenland sowie eine Wiese, auf der jährlich 2 Fuder Heu und 1 Wispel Getreide geerntet werden konnte. Die Einwohner gaben im jährlich 36 Hühner. Die Kirche war mit 1 1⁄2 Morgen (Mg) nur schwach ausgestattet. Auf der Fläche wurde alle zwölf Jahre 1 1⁄2 Scheffel Roggen ausgesät. Der Küster erhielt aus Zinna und Grüna 3 Wispel Korn und aus beiden Dörfern 70 Brote. Hinzu kamen von jedem Hufner vier Eier sowie zwei Eier von jedem Kossäten. Er besaß ein „Höfchen“ im Dorf Zinna. Ausweislich einer anderen Statistik besaß im Jahr 1568 der Schulze nach wie vor zwei Lehnhufen sowie eine weitere Hufe; hinzu kamen drei wüste Hufen in Slautitz und zwei wüste Hufen in Studenitz. Neben ihm gab es im Dorf zwölf Zweidorfhufner, einen Eindorfhufner und neun Kossäten. In Summe waren dies 21 Hauswirte und der Pfarrer (1584), die 22 Taler zum 70. Pfenning an Abgaben zahlten (1586).

### 17. Jahrhundert
Um 1600 lebten im Dorf 22 Hauswirte. Dies waren 1609 der Schulze, 14 Hufner und acht Kossäten. Das Dorf wurde vom Dreißigjährigen Krieg ebenfalls schwer betroffen und war 1642 zur Hälfte wüst gefallen und zum Teil abgebrannt. In Neuheim lebten noch fünf Hufner und zwei Kossäten, die jedoch großen Hunger litten. Zuvor waren es 22 besessene Mann, darunter ein Lehnmann, 13 ganze und ein Halbhufner und acht Kossäten. Eine von ihnen hatte ein Stück Lang, das auf dem Pechülschen Berg lag, ein anderer ein Stück „auf dem krummen Teich“. Die Gemarkung war 96 Hufen groß, darunter sieben Lehn- und zwei Pfarrhufen sowie 44 Hufen in Slautitz und weitere 22 Hufen in Studenitz. Ab dem Jahr 1680 gehörte der Ort zum Landkreis Luckenwalde. Vier Jahre später gab es im Dorf 22 Güter: der Lehnschule, zwölf Hufner, von denen zehn gangbar waren, ein Halbhufner sowie acht Kossäten, von denen bereits wieder sieben gangbar waren.

### 18. Jahrhundert
Im Jahr 1727 lebten im Dorf der Lehnschulze, zwölf Hufner, ein Halbhufner, acht Kossäten und ein neu hinzugekommener Schmied. Ein Jahr später brachten 14 Bauern auf 94 Hufen je 33 Wispel 17 Scheffel Aussaat aus. Die Kossäten brachten es auf 1 Wispel 12 Scheffel 12 Metzen Aussaat. In einer anderen Statistik erschienen 1738 insgesamt vier Achthufner (darunter der Lehnschulze), vier Siebenhufner, fünf Sechshufner, ein Vierhufner und acht Kossäten (darunter ein Krüger) sowie der Schmied und erstmals auch ein Amtskrüger sowie ein Heidereiter (Förster). Das Dorf entwickelte sich bis 1745 zu 13 Hufner, einem Halbhufner, acht Kossäten, zwei Büdnern und einem Pfarrer; 1747 waren es 14 erbliche Bauern und acht erbliche Kossäten. In einer anderen Statistik aus den Jahren 1749/1755 erschienen ebenfalls 13 Hufner: vier Achthufner, vier Siebenhufner, fünf Sechshufner und ein Vierhufner sowie die acht Kossäten und mittlerweile zwölf Büdner, ein Paar und fünf einzelne Einlieger. Es gab weiterhin einen Amtskrüger und einen Heidereiter. Die Gemarkung war durch eine Zuweisung durch das Amt Zinna um 8 Mg 164 Quadratruten (QR) Wiese und 92 Mg Wiese angewachsen. Eine Statistik von 1772 führt 14 Hufner (darunter den Schulzen), acht Kossäten, 14 Büdner, einen Ochsenhirten, einen Kuhhirten, einen Prediger, einen Schulmeister und einen Ziegelmeister auf. Es gab 38 Männer, 37 Frauen sowie fünf alte Männer und elf alte Frauen. 16 Söhne waren über 10 Jahre als, 19 darunter. 19 Töchter waren über 10 Jahre alt, 15 darunter. Außerdem lebten 17 Knechte, 14 Mägde und drei Männer, vier Frauen, zwei Söhne und zwei Töchter als Einlieger im Dorf. Die Bewohner betrieben 46 Feuerstellen (1791).

### 19. Jahrhundert
Im Dorf lebten 1801 der Lehnschulze, zwölf Ganzbauern, ein Hallbauer, acht Ganzkossäten, 14 Büdner und fünf Einlieger. Es gab eine Schmiede, einen Krug und eine Ziegelei, die dem Besitzer von Kaltenhausen gehörte. Die Bewohner schlugen 400 mg Holz auf 100 Bauernhufen. Es gab nach wie vor 46 Feuerstellen. Im Jahr 1812 wurden auf 490 Mg 40 QR insgesamt 22 Wispel 23 Scheffel 8 Metzen ausgesät. Ab 1816 gehörte das Dorf zum Landkreis Jüterbog-Luckenwalde. Zwei Jahre später gab es dort einen Koch, einen Grützmüller, einen Ölschläger und einen Schmied mit einem Gehilfen sowie einen Ziegelstreicher. Im Laufe der Zeit kamen weitere Gewerke hinzu: 1837 waren es zwei Zimmerleute, ein Grobschmiedemeiste; es gab eine Ziegelei, zwei Webstühle, einen Schankwirt sowie 20 männliche und acht weibliche Dienstboten. Im Jahr 1840 wurde von drei Webern, einem Schneider, einem Schlächter und einem Ziegler mit zwei Gehilfen berichtet. Im Dorf standen im Jahr 1858 insgesamt acht öffentliche, 53 Wohn- und 110 Wirtschaftsgebäude (darunter eine Ziegelei) auf 9024 Mg Fläche. Diese teilte sich in 77 Mg Gehöfte, 14 Mg Gartenlang, 4322 Mg Acker, 61 Mg Wiese, 1120 Mg Weide und 3430 Mg Wald auf. Außerdem stand in einem Abbau ein Waldwärterhaus. Ab dem Jahr 1860 mussten große Teil des Ortes für Militäranlagen abgetreten werden. Es bestand 1871 mit dem Wohnplatz Schießplatz, 1885 mit den Wohnplätzen Schießplatz und Ziegelei. Im Jahr 1896 mussten insgesamt 1744,2 Hektar (ha) an den mittlerweile selbstständigen Gutsbezirk Jüterbog Schießplatz abgetreten werden. Weitere 1,6 ha gingen zwei Jahre später an den Gemeindebezirk Kolzenburg.

### 20. und 21. Jahrhundert
Zur Jahrhundertwende standen im Dorf im Jahr 1900 noch 80 Häuser. Es gab einen Altsitzer, zwei Bahnsteigschaffner, einen Bahnwärter, zwei pensionierte Bahnwärter, sechs Büdner, einen Büdner und Bahnmeister, einen Büdner und pensionierten Bahnwärter, einen Büdner und Schmied, einen Büdner und Zimmermann, einen Forstaufseher, zwei Gastwirte, zwölf Hufner, fünf Kossäten, einen Lehrer, einen Maurer, einen Schachtmeister und einen Schlächtermeister. Das nur noch 442,4 ha große Dorf wurde 1931 Landgemeinde mit den Wohnplätzen Fleischerei am Alten Lager und Gasthof am Neuen Lager; in Summe standen dort 95 Wohnhäuser mit 129 Haushaltungen. Im Jahre 1937 wurde das Dorf Zinna aufgelöst und dem Schießplatz Jüterbog eingegliedert.
Nach dem Zweiten Weltkrieg begann der Neuaufbau des Ortes, er wurde von Flüchtlingen aus dem Gebiet Gablonz besiedelt. Die Flüchtlinge begannen 1946 mit der Produktion von Schmuck, daraus wurde 1950 der VEB Gablona Schmuckwaren, heute die Gablona Schmuck GmbH. Die Siedler bewirtschafteten außerdem 878 ha Fläche, die sich auf 138 ha Acker, 21 ha Gärten, 17 ha Wiese und Weide, 114,5 ha Wald, 14 ha Hofräume, 0,5 ha Gewässer und 573 ha Wege und Ödland verteilten. Von dieser Fläche wurden 226 ha an 19 Umsiedler, 21 ha an 84 nichtlandwirtschaftliche Arbeiter und Angestellte, 82 ha an die Gemeinde sowie 549 ha an den Bodenfonds aufgeteilt. Am 1. November 1951 wurde der Ort in Neuheim umbenannt. Die Bewohner gründeten im Folgejahr eine LPG Typ I mit 17 Mitgliedern und 63 ha Fläche, die 1957 an die LPG Typ III in Grüna angeschlossen wurde. Im Jahr 1960 gab es im Dorf den VEB Gablona-Schmuckwaren sowie den Staatlichen Forstwirtschaftsbetrieb Luckenwalde Sicherheitsinspektor Neuheim. Seit 1992 gehört Neuheim zum Amt Jüterbog. Am 31. Dezember 1997 trat sie der Stadt Jüterbog bei. Im März 2000 lebten 322 Einwohner im Ort.

## Bevölkerungsentwicklung
| Jahr      | 1772 | 1791 | 1801 | 1817 | 1837 | 1858 | 1871                     | 1885                            | 1895 | 1905                                                     | 1925 | 1939 | 1946 | 1964 | 1971 | 1981 |
| Einwohner | 196  | 266  | 257  | 265  | 295  | 360  | 398 und 19 (Schießplatz) | 382 und 20 (S) und 6 (Ziegelei) | 435  | 380 und 8 (Fleischerei) und 5 (Gasthof) und 5 (Wohnhaus) | 405  | -    | 491  | 430  | 421  | 359  |

## Kultur und Sehenswürdigkeiten

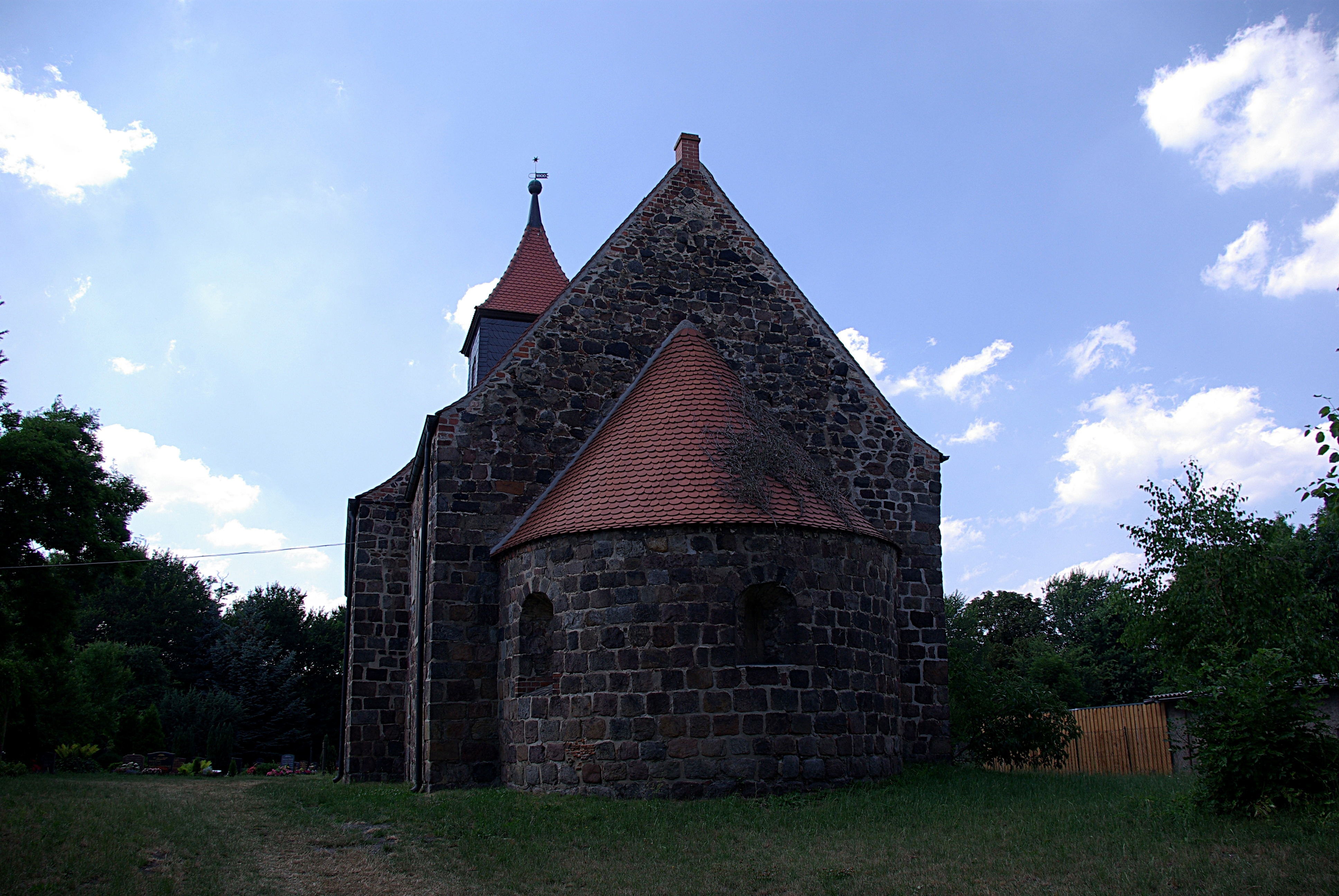
Die Kirche mit der halbrunden Apsis

- Die ursprüngliche Kirche wurde um 1200 erbaut, der Turm ist eine neuzeitliche Fachwerkkonstruktion. Im Jahre 1637 brannte die Kirche bis auf die Grundmauern ab. Ab 1659 wurde die Kirche wieder aufgebaut, als letztes wurde 1672 / 1673 der Altaraufsatz errichtet. Bereits 1702 / 1703 wurde die Kirche renoviert, es wurden unter anderem zwei Fenster aufgebrochen. Von 1722 bis 1724 kamen zwei weitere Fenster hinzu. Nach der Aufgabe des Ortes 1937 verfiel die Kirche. Etwa 1963 wurde die Kirche wieder hergestellt. Eine Sanierung erfolgt von 1997 bis 1999. Die Kirche ist ein romanischer Saalbau mit Chor und einer niedrigen, halbrunden Apsis. Wesentliche Teile der Ausstattung gingen 1937 verloren. Die Orgel stammte aus den Jahren 1833 / 1834, das Werk ist verloren. Die Emporen sind aus der Zeit des Wiederaufbaues (1678–1689) und der ersten Renovierung (1722  bis 1724). Für die Orgel wurde die Empore nochmals 1833 erweitert. In der Kirche befinden sich mehrere Inschrift-Grabplatten, so ein Grabstein für Pastor Wolfgang Schmidt, er sorgte für den Wiederaufbau. Die Kirche steht unter Denkmalschutz.[3]
- Das Dorf liegt an der Flaeming-Skate.